# Pöytyä
Pöytyä (in svedese Pöytis) è un comune finlandese di 8154 abitanti, situato nella regione del Varsinais-Suomi.
Nel 2005 è stato ad esso unito il comune di Karinainen.